# John Spellman (Ringer)
John Franklin Spellman (* 14. Juni 1899 in Middletown; † 1. August 1966 in Mhangura, Rhodesien) war ein US-amerikanischer Ringer.

## Karriere
Spellman gewann bei den Olympischen Spielen 1924 in Paris die Goldmedaille im Freistil Halbschwergewicht. Zudem war er zweifacher Sieger bei Wettbewerben der Amateur Athletic Union. Neben seiner Ringkarriere spielte er acht Jahre lang Football in der NFL, von 1925 bis 1931 bei den Providence Steam Roller, mit denen er 1928 Meister wurde, und 1932 bei den Boston Braves. Das Team änderte später seinen Namen in Boston Redskins, bei denen Spellman anschließend als Trainer tätig war.
1936 unternahm Spellman eine Welttournee mit seiner Ringergruppe. Während dieser Tournee erreichte er 1938 Afrika. Aufgrund des Ausbruchs des Zweiten Weltkriegs war eine Rückkehr in die Vereinigten Staaten nicht mehr möglich, sodass er in Afrika blieb und dort als Bergbauingenieur tätig wurde.